# Sulfure d'ammonium
Le sulfure d'ammonium est le sel d'ammonium du sulfure d'hydrogène. Il a pour formule (NH4)2S et appartient à la famille des sulfures.

## Occurrence
Dans la nature, c'est un produit du processus de décomposition. Il est aussi présent sous forme gazeuse dans les nuages de l'atmosphère de Jupiter.

## Propriétés
C'est un composé relativement instable (cristaux se décomposant à −18 °C, mais qui existe et est plus stable en solution aqueuse. Avec un pKa dépassant 15, l'ion hydrosulfure ne peut être déprotoné de façon significative par l'ammoniac. Ainsi, de telles solutions consistent principalement en un mélange d'ammoniac et d'hydrosulfure d'ammonium (NH4)SH. Il a une odeur nauséabonde, proche de celle du sulfure d'hydrogène (œuf pourri), et ses solutions aqueuses peuvent être dangereuses précisément en émettant du H2S.

## Synthèse
Le sulfure d'ammonium peut être synthétisé par réaction du sulfure d'hydrogène avec l'ammoniac (gazeux ou en solution aqueuse) en excès.
{\displaystyle \mathrm {2\;NH_{3}\;+\;H_{2}S\;\rightarrow (NH_{4})_{2}S} }

## Utilisations
Le sulfure d'ammonium est souvent utilisé en analyse qualitative non-organique ; il permet, en se liant avec le cation métallique lourd (nickel, cobalt, fer, manganèse, chrome, aluminium ou zinc) d'un échantillon inconnu, de le faire précipiter et ainsi d'aider à les identifier par des tests de détection.
Le sulfure d'ammonium est aussi utilisé dans le développement photographique pour appliquer la patine de bronze et dans la fabrication textile.
En raison de son odeur nauséabonde, il est un ingrédient actif de nombreux accessoires de farces et attrapes, et en particulier de certaines boules puantes.